# Jin Mengqing
Jin Mengqing (chinesisch 金梦青, Pinyin Jīn Mèngqīng; * 29. Mai 1995) ist eine chinesische Handballspielerin, die dem Kader der chinesischen Nationalmannschaft angehört.

## Karriere
Jin Mengqing spielte für die chinesische Mannschaft von Jiangsu, mit der sie im Jahr 2021 die Nationalspiele gewann. In der Saison 2022/23 trat die Rückraumspielerin mit der chinesischen Mannschaft Phoenix, deren Kader identisch mit der chinesischen Nationalmannschaft war, in der höchsten russischen Spielklasse an. Jin Mengqing bestritt 37 Spiele für Phoenix, in denen sie 178 Treffer erzielte. Anschließend kehrte die Rechtshänderin zu Jiangsu zurück und gewann im Oktober 2023 die nationale Meisterschaft. Anfang des Jahres 2024 wurde sie vom russischen Erstligisten GK Tschernomorotschka unter Vertrag genommen. Seit der Saison 2024/25 läuft sie wieder für Jiangsu auf.
Jin Mengqing gewann in den Jahren 2017, 2018 und 2022 bei den Asienmeisterschaften jeweils die Bronzemedaille. Jin Mengqing nahm weiterhin an den 19. Asienspielen in Hangzhou teil, bei denen sie mit China ebenfalls die Bronzemedaille gewann. Für China lief sie in den Jahren 2015, 2019, 2021 und 2023 bei der Weltmeisterschaft auf.